# Parasicyos
Parasicyos es un género con tres especies de plantas con flores perteneciente a la familia Cucurbitaceae. 

## Especies seleccionadas
| - Parasicyos dieterieae Lira & R.Torres - Parasicyos dieterleae R.Lira Saade & R.Torres Colin - Parasicyos maculatus Dieterle |